# Lista de candidaturas do Partido da Social Democracia Brasileira à prefeitura de São Paulo
Lista das Candidaturas do Partido da Social Democracia Brasileira à prefeitura de São Paulo desde a sua fundação, incluindo candidatos à vice, coligação e desempenho eleitoral.

## Candidaturas
| Ano                                                                                       | Candidato à prefeito | Candidato à prefeito | Cargo Anterior                                | Candidato à vice prefeito | Partido | Coligação                                                                               | Votos     | %      | Turno | P.         | Resultado            | Quem Venceu           |
| ----------------------------------------------------------------------------------------- | -------------------- | -------------------- | --------------------------------------------- | ------------------------- | ------- | --------------------------------------------------------------------------------------- | --------- | ------ | ----- | ---------- | -------------------- | --------------------- |
| 1988                                                                                      | José Serra           |                      | Deputado Federal (Constituinte) por São Paulo | Guiomar de Mello          | PSDB    | Tucano - Seriedade e Democracia (PSDB, PV, PSC, PTR, PCN)                               | 287.345   | 6,89%  | 1°    | 4°         | Não Eleito           | Luiza Erundina (PT)   |
| 1992                                                                                      | Fábio Feldmann       |                      | Deputado Federal por São Paulo                | Walter Feldman            | PSDB    | Tudo Por São Paulo (PSDB, PV)                                                           | 243.097   | 5,83%  | 1°    | 4°         | Não Eleito           | Paulo Maluf (PDS)     |
| 1996                                                                                      | José Serra           |                      | Senador por São Paulo                         | Arnaldo Madeira           | PSDB    | SP São Paulo (PSDB, PV, PPS, PSL)                                                       | 819.995   | 15,57% | 1°    | 3°         | Não Eleito           | Celso Pitta (PPB)     |
| 1997 - Advento da Reeleição para cargos executivos (Presidente, Governadores e Prefeitos) |                      |                      |                                               |                           |         |                                                                                         |           |        |       |            |                      |                       |
| 2000                                                                                      | Geraldo Alckimin     |                      | Vice-governador de São Paulo                  | Campos Machado            | PTB     | Respeito por São Paulo (PSDB, PTB, PV, PSD, PRP)                                        | 952.890   | 17,26% | 1°    | 3°         | Não Eleito           | Marta Suplicy (PT)    |
| 2004                                                                                      | José Serra           |                      | Senador por São Paulo                         | Gilberto Kassab           | PFL     | Ética e Trabalho (PSDB, PFL e PPS)                                                      | 2.686.396 | 43,56% | 1°    | 1°         | 2° Turno             | —                     |
| 2004                                                                                      | José Serra           | 3.330.179            | Senador por São Paulo                         | Gilberto Kassab           | PFL     | Ética e Trabalho (PSDB, PFL e PPS)                                                      | 54,86%    | 2°     | 1°    | Eleito     | O próprio            |                       |
| 2008                                                                                      | Geraldo Alckimin     |                      | Governador de São Paulo                       | Campos Machado            | PTB     | São Paulo na Melhor Direção (PSDB, PTB, PHS, PSL, PSDC)                                 | 1.431.670 | 22,48% | 1°    | 3°         | Não Eleito           | Gilberto Kassab (DEM) |
| 2012                                                                                      | José Serra           |                      | Governador de São Paulo                       | Alexandre Schneider       | PSD     | Avança São Paulo (PSDB, PFL e PPS)                                                      | 1.884.849 | 30,75% | 1°    | 1°         | 2° Turno             | —                     |
| 2012                                                                                      | José Serra           | 2.708.768            | Governador de São Paulo                       | Alexandre Schneider       | PSD     | Avança São Paulo (PSDB, PFL e PPS)                                                      | 44,43%    | 2°     | 2°    | Não Eleito | Fernando Haddad (PT) |                       |
| 2016                                                                                      | João Doria           |                      | Empresário                                    | Bruno Covas               | PSDB    | Acelera SP (PSDB, PP, PSB, DEM, PTN, PMN, PPS, PHS, PV, PSL, PMB, PRP, PR, PTC e PTdoB) | 3.085.187 | 53,29% | 1°    | 1°         | Eleito               | O próprio             |
| 2020                                                                                      | Bruno Covas          |                      | Vice prefeito de São Paulo                    | Ricardo Nunes             | MDB     | Todos Por São Paulo (PSDB, MDB, PODE, PP, PSC, PL, Cidadania, DEM, PTC, PV, PROS)       | 1.754.013 | 32,85% | 1°    | 1°         | 2° Turno             | —                     |
| 2020                                                                                      | Bruno Covas          | 3.169.121            | Vice prefeito de São Paulo                    | Ricardo Nunes             | MDB     | Todos Por São Paulo (PSDB, MDB, PODE, PP, PSC, PL, Cidadania, DEM, PTC, PV, PROS)       | 59,38%    | 2°     | 1°    | Eleito     | O próprio            |                       |
| 2024                                                                                      | José Luiz Datena     |                      | Apresentador de TV                            | José Anibal               | PSDB    | Federação PSDB Cidadania (PSDB, Cidadania)                                              | 112.344   | 1,84%  | 1°    | 5°         | Não Eleito           | Ricardo Nunes (MDB)   |

### Declarações de Apoio do Partido após derrotas no 1° Turno
- 2000 -  Mário Covas, governador do Estado de São Paulo declara apoio à candidatura de Marta Suplicy (PT), contra Paulo Maluf (PPB) no segundo turno, apoio reiterado por Geraldo Alckmin, candidato derrotado em primeiro turno e pelo diretório estadual do PSDB.[8][9]
- 2008 -  Diretório Municipal, representado pelo presidente, José Henrique Reis Lobo, Diretório Nacional, representado pelo presidente Sérgio Guerra (PSDB-PE) além do ex-presidente da república Fernando Henrique Cardoso (PSDB-SP) declaram apoio oficial a Gilberto Kassab (DEM), contra a ex-prefeita e candidata Marta Suplicy (PMDB).[10]
- 2024 - Diretório Estadual, representado pelo presidente, Paulo Serra (PSDB-SP), prefeito de Santo André, Diretório Nacional, cujo presidente é Marconi Perillo (PSDB-GO) além da Federação PSDB Cidadania, representada pelo presidente estadual Duarte Nogueira (PSDB-SP) declaram apoio oficial a Ricardo Nunes (MDB).[11][12]